# Harriet Boniface
Harriet Boniface, född 26 januari 1993, är en malawisk judoutövare.
Boniface tävlade för Malawi vid olympiska sommarspelen 2020 i Tokyo. Hon blev utslagen i den första omgången i extra lättvikt mot brasilianska Gabriela Chibana.